# The Bill (polski zespół muzyczny)
The Bill – polska grupa punkrockowa, powstała w 1986 w Pionkach.
W 1989 zespół nagrał pierwsze demo, a cztery lata później w 1993 wydał swoją pierwszą płytę – The Biut. Rok później grupa wydała płytę Początek końca. Wydana w 1994 płyta  Sex 'n' Roll została bardzo negatywnie przyjęta przez krytyków, mimo to album został bardzo dobrze przyjęty przez publiczność. Latem 1996 roku został nagrany materiał na płytę Daję wam ogień, album nie został jednak wydany. The Bill zawiesił swoją działalność na cztery lata.
W 2000 firma Mega Czad wydała płytę, na którą materiał został nagrany cztery lata wcześniej. Zespół reaktywował się, chociaż jego działalność nie trwała długo – w 2001 nastąpił kolejny rozpad. Latem 2004 The Bill powrócił. Dwa lata później w lipcu 2006 grupa nagrała w toruńskim Black Bottle Studio materiał na płytę Niech tańczą aniołowie, która została wydana przez MTJ 19 lutego 2007. W 2008 ukazała się płyta Lekcja historii zawierająca dotąd niepublikowane utwory z różnych okresów działalności zespołu. W 2009 wydano album Historie prawdziwe który został nagrany już w czteroosobowym składzie. W latach 2009 – 2011 zespół odbył serię tras koncertowych po całej Polsce. Wiosną 2013 ukazała się ósma studyjna płyta zespołu zatytułowana 8siem. W 2024 premierę miał album The Kada. 

## Skład

### Aktualni członkowie
Źródło.
- Dariusz „Kefir” Śmietanka – gitara, wokal
- Tomasz "Zawad" Zawadzki - gitara basowa, wokal
- Andrzej „Jędrek” Tomczyk – gitara (od 2014[potrzebny przypis])
- Artur "Artie" Woźniak – perkusja

### Byli członkowie
- Artur „Soko” Soczewica – gitara basowa, wokal (1986–1996)
- Dariusz „Skóra” Stawski – gitara, wokal (do 1990)
- Jacek „Szmery” Szulikowski – perkusja (1988–1989)
- Andrzej „Jędrek” Tomczyk – gitara (2000–2005)
- Ludomir „Ludek” Szymański – gitara basowa (2000–2005, 2016–2022[potrzebny przypis])
- Maciej „McKurczak” Stępień – gitara basowa (2005–2010)
- Robert „Mielony” Mielniczuk – perkusja (1989–2011)
- Sebastian „Seba” Stańczak (2009–2013)
- Artur „Artie” Woźniak – perkusja (2011–2014)
- Gerard „Gere” Chodyra – gitara basowa (2010–2016)
- Łukasz "Ringo" Nowak - perkusja (2014 - 2022[potrzebny przypis])

## Dyskografia

### Albumy Studyjne
- The Biut (1993)[2]
- Początek końca[2] (1994)
- Sex 'n' Roll[2] (1995)
- Daję wam ogień[2] (2000)
- Niech tańczą aniołowie[2] (2007)
- Lekcja historii[2] (2008)
- Historie prawdziwe[2] (2009)
- 8siem[2] (2013)
- Przystanek Woodstock 2014 (The Bill + Zmaza) (2015)[3]
- The Kada (2024)[4]

### Kompilacje
- The Bill / Włochaty – Live (1993)
- Kolory muzyki (2013)